# Museu Guimet
El Museu Guimet, originalment i en francès Musée national des arts asiatiques - Guimet és un museu situat a París, la capital de França. És un dels més importants del món en el seu gènere.

## Història
L'origen d'aquest museu es deu a un lionès, empresari d'èxit, Émile Guimet (1836-1918). Guimet era un prohom preocupat pel benestar dels obrers i un burgès amb moltes inquietuds: l'educació, les llengües i les religions orientals, la música, el teatre, art... Va tenir l'oportunitat i els mitjans per viatjar a l'estranger.
Arribà a un acord amb l'Estat Francès per construir un museu a París (després d'un primer intent no reeixit a Lió) comprometent-se a una donació de les seves col·leccions. Fou inaugurat el 20 de novembre de 1889. Émile Guimet va dedicar el seu temps i els seus diners a aquest museu, organitzant exposicions i reclamant dipòsits pertanyents a l'estat. D'aquesta manera va aconseguir obres coreanes del fons Charles Varat i pintures tibetanes de Jacques Bacot i participà en excavacionss arqueològiques a Egipte (com les d'Albert Gayet). Guimet entenia el museu com un centre d'estudis. El 1927, el museu Guimet es va incorporar a la Direcció dels museus de França.
Guimet també va crear un museu a Lió, la seva ciutat. Els fons d'aquest museu lionès, tancat el 2007, s'han incorporat al nou Museu de les Confluències.

## Col·leccions
Consta d'importants col·leccions relacionades amb les grans expedicions a Àsia central i Xina, com les col·leccions de Paul Pelliot o d'Édouard Chavannes. A partir de 1927 rep les obres originals del museu Indoxinès del Trocadéro. I durant els anys 20 i 30 del segle XX li arriben importants dipòsits de la Delegació Arqueològica Francesa a l'Afganistan.
La secció xinesa del Museu Guimet té al voltant de 20.000 objectes que corresponen a set mil·lennis d'art xinès (dels seus orígens fins al segle xviii).

## Galeria
Obres destacades del museu:

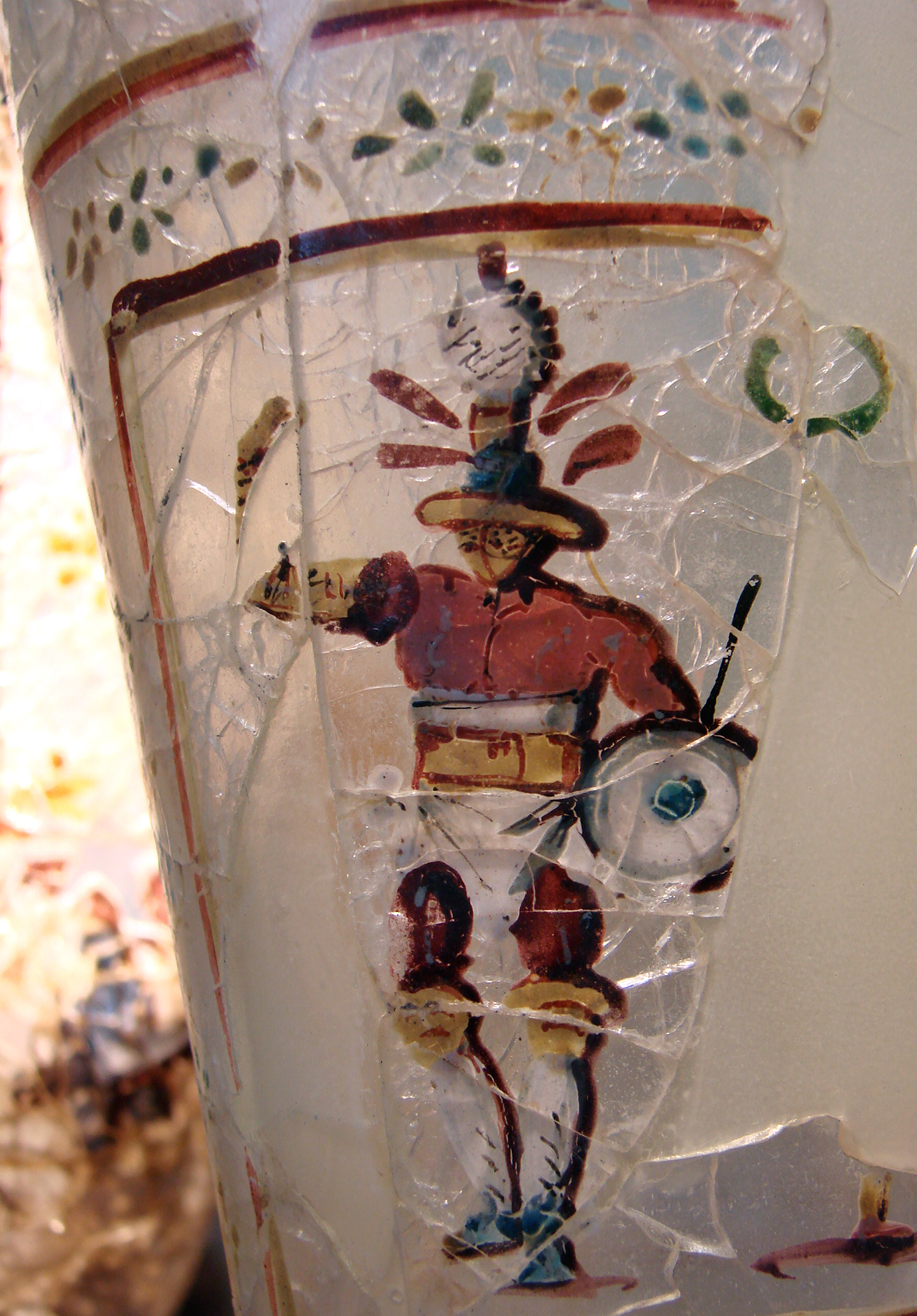
Gladiador. Art romà del segle i, regió de Kâpîssâ.
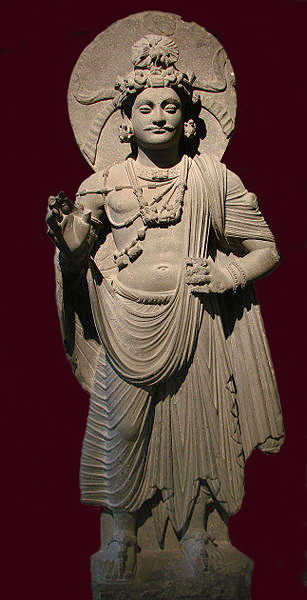
Bodhisattva
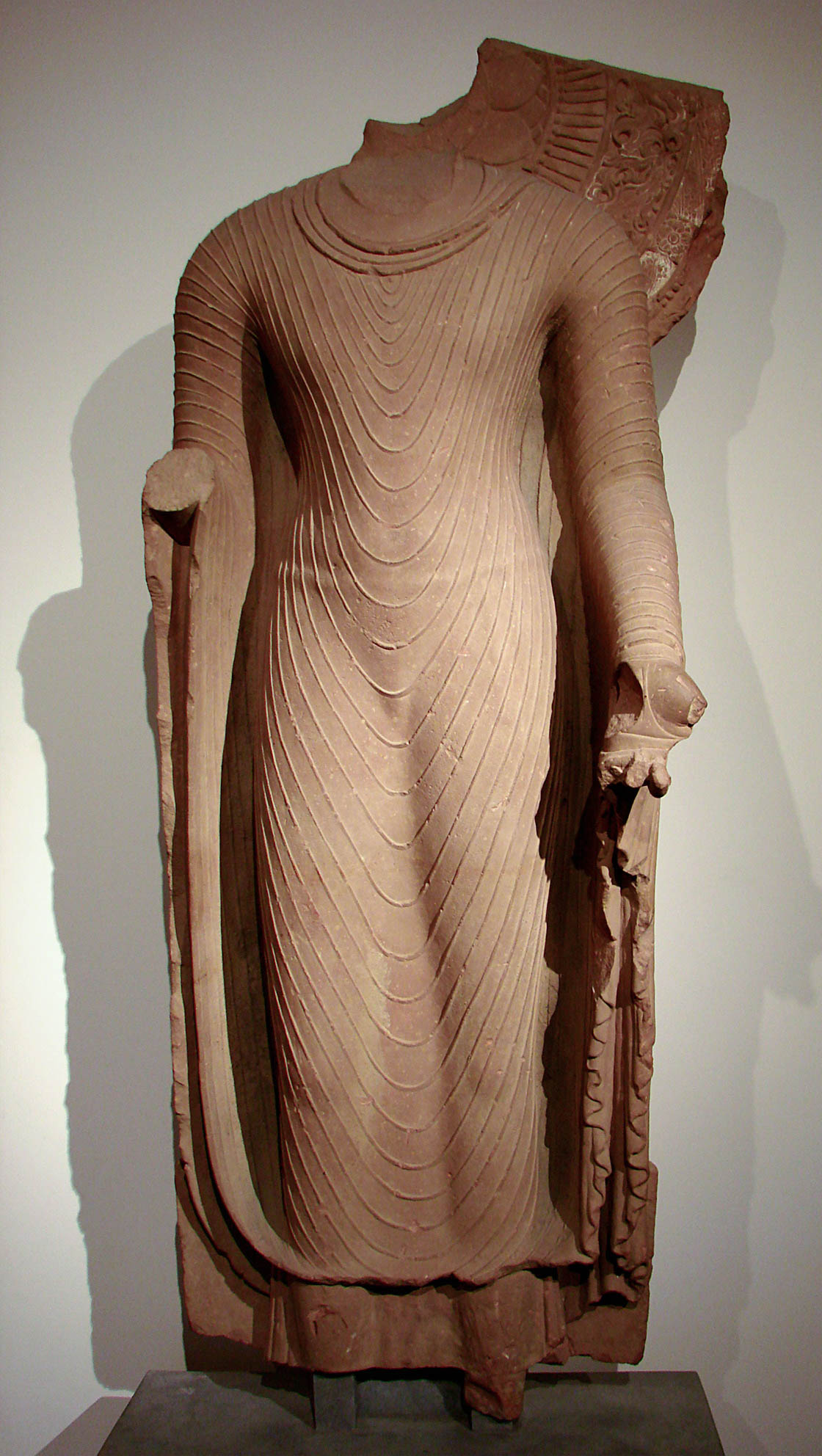
Buddha
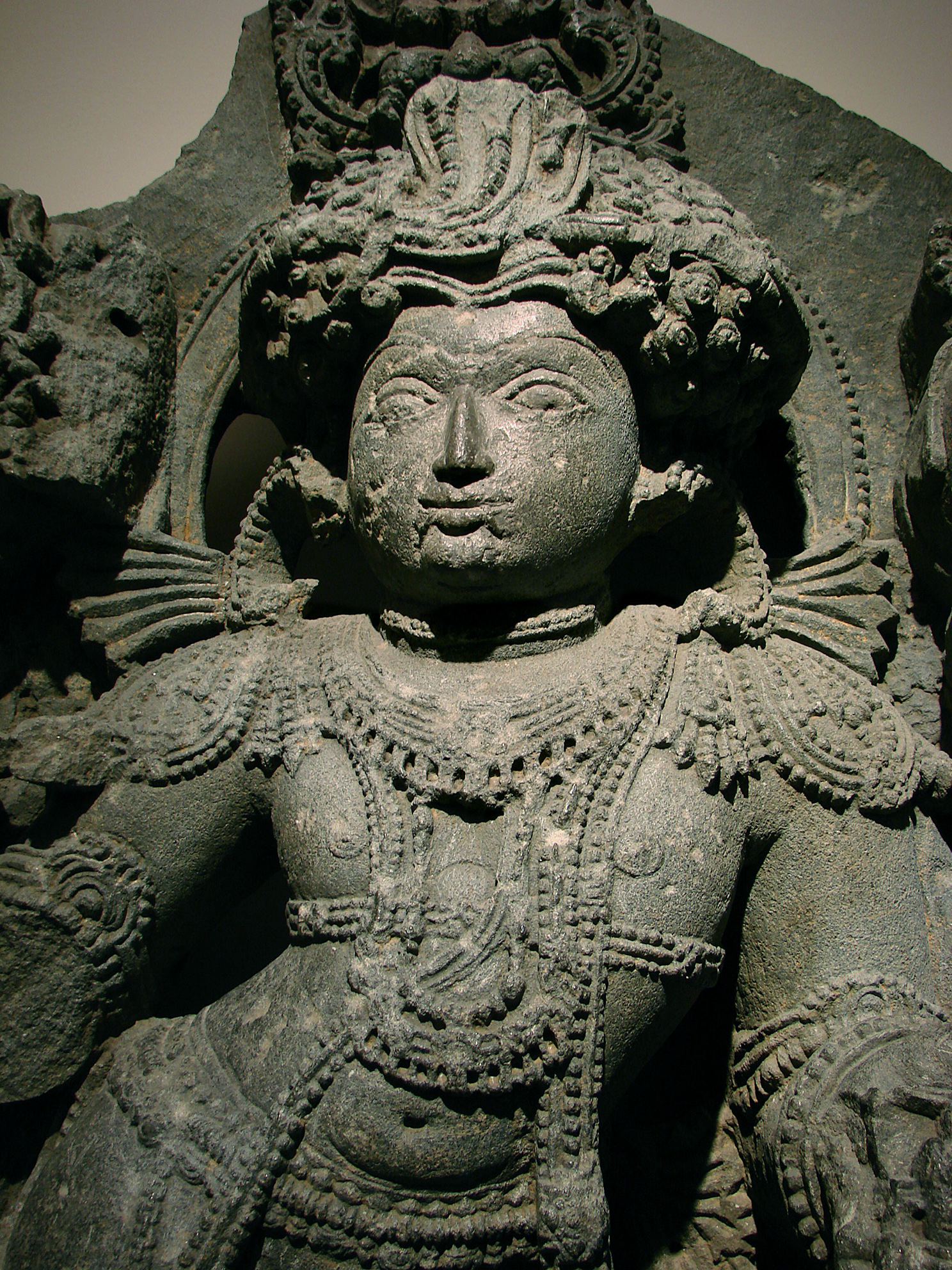
Bhairava
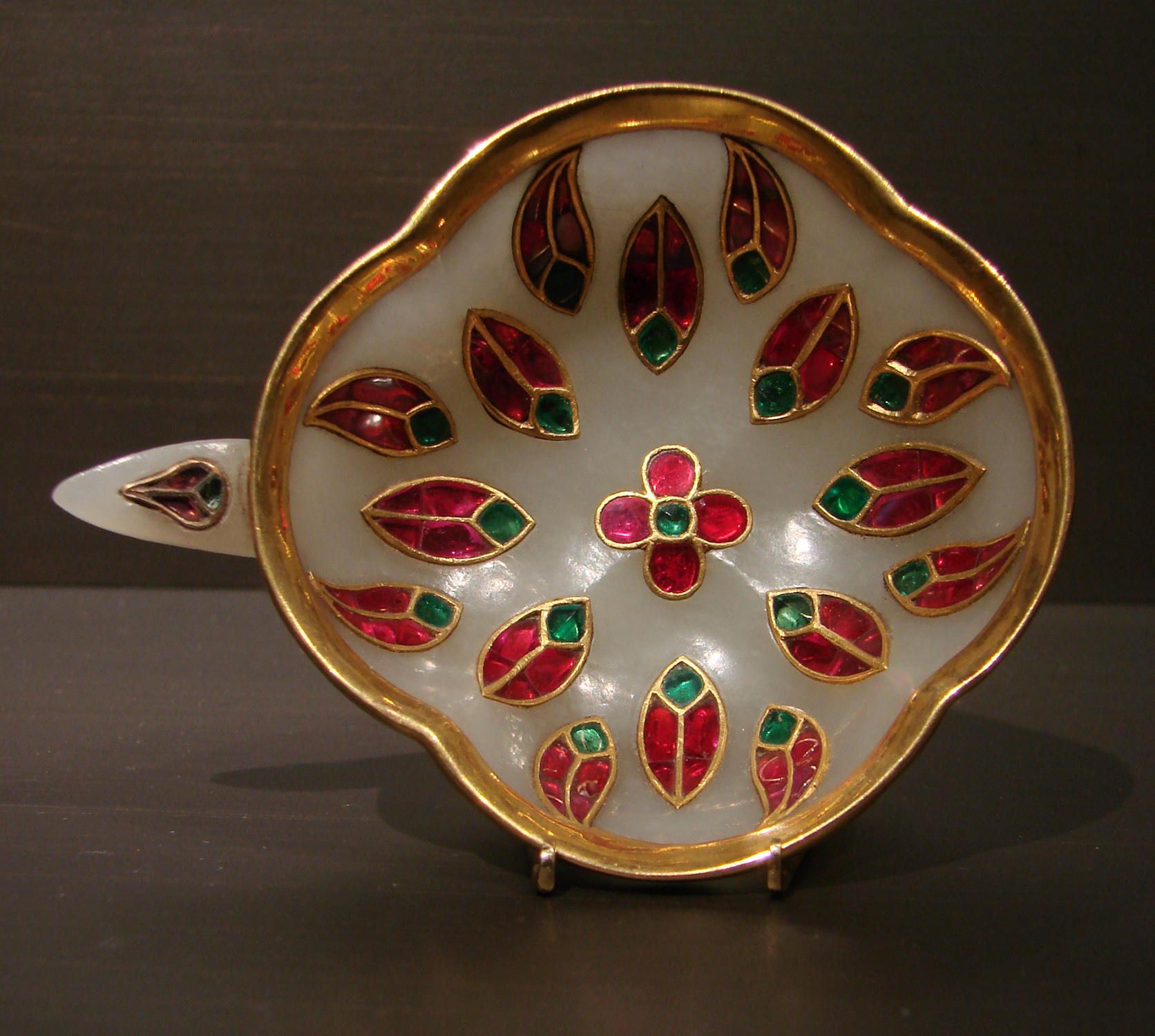
copa de vi
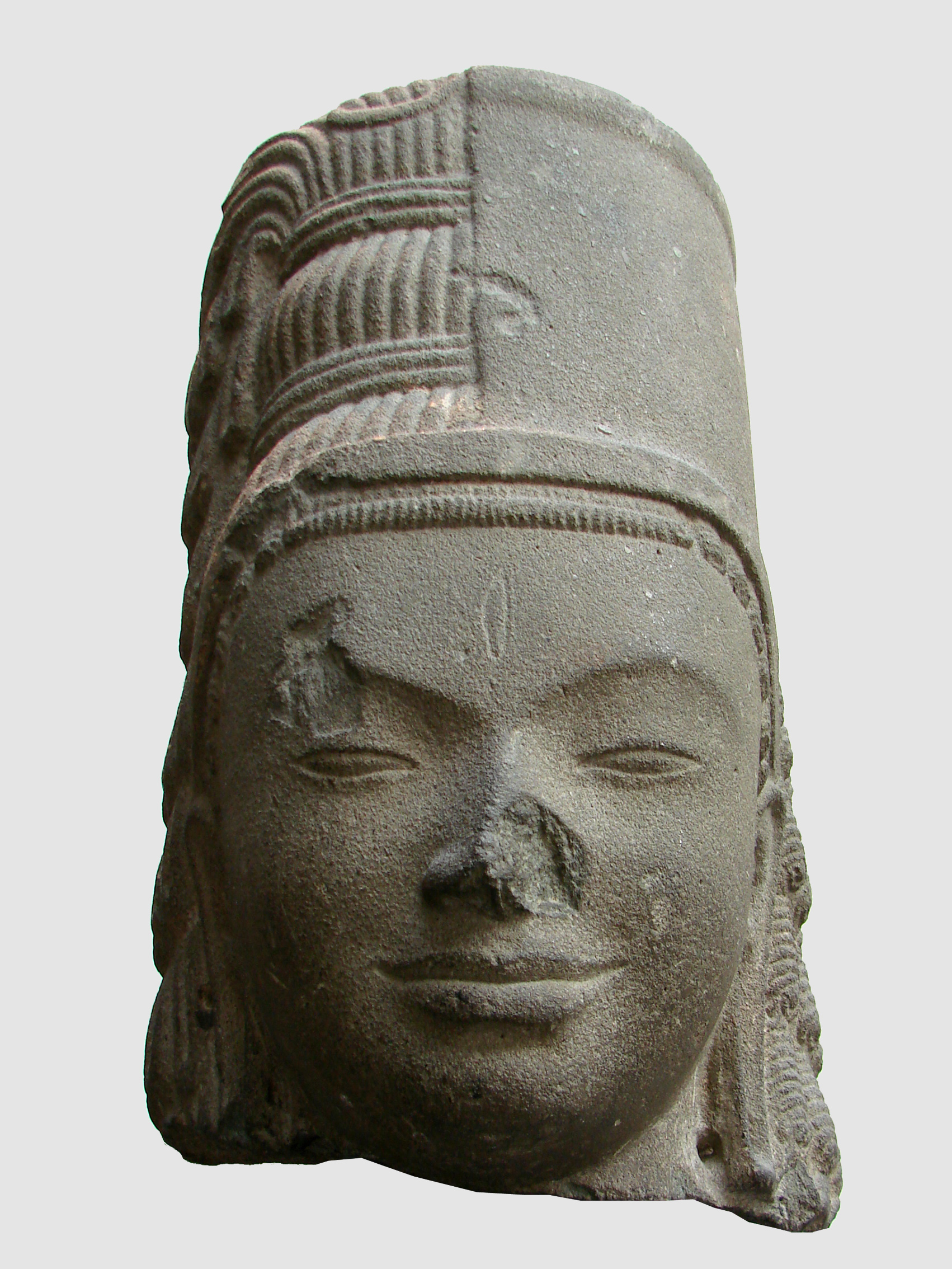
Harihara (Shiva i Vishnou)
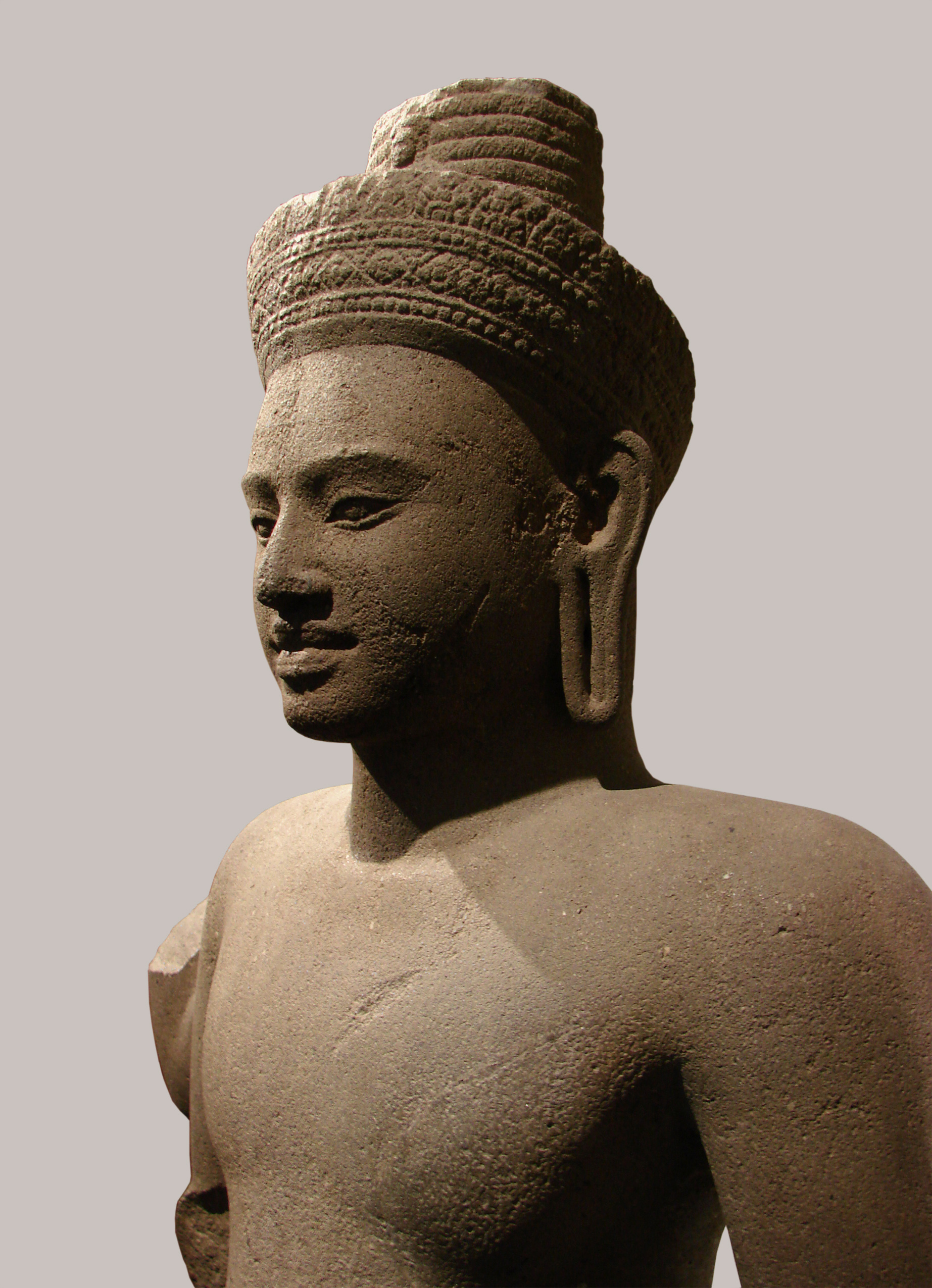
Bodhisattva Lokeśvara
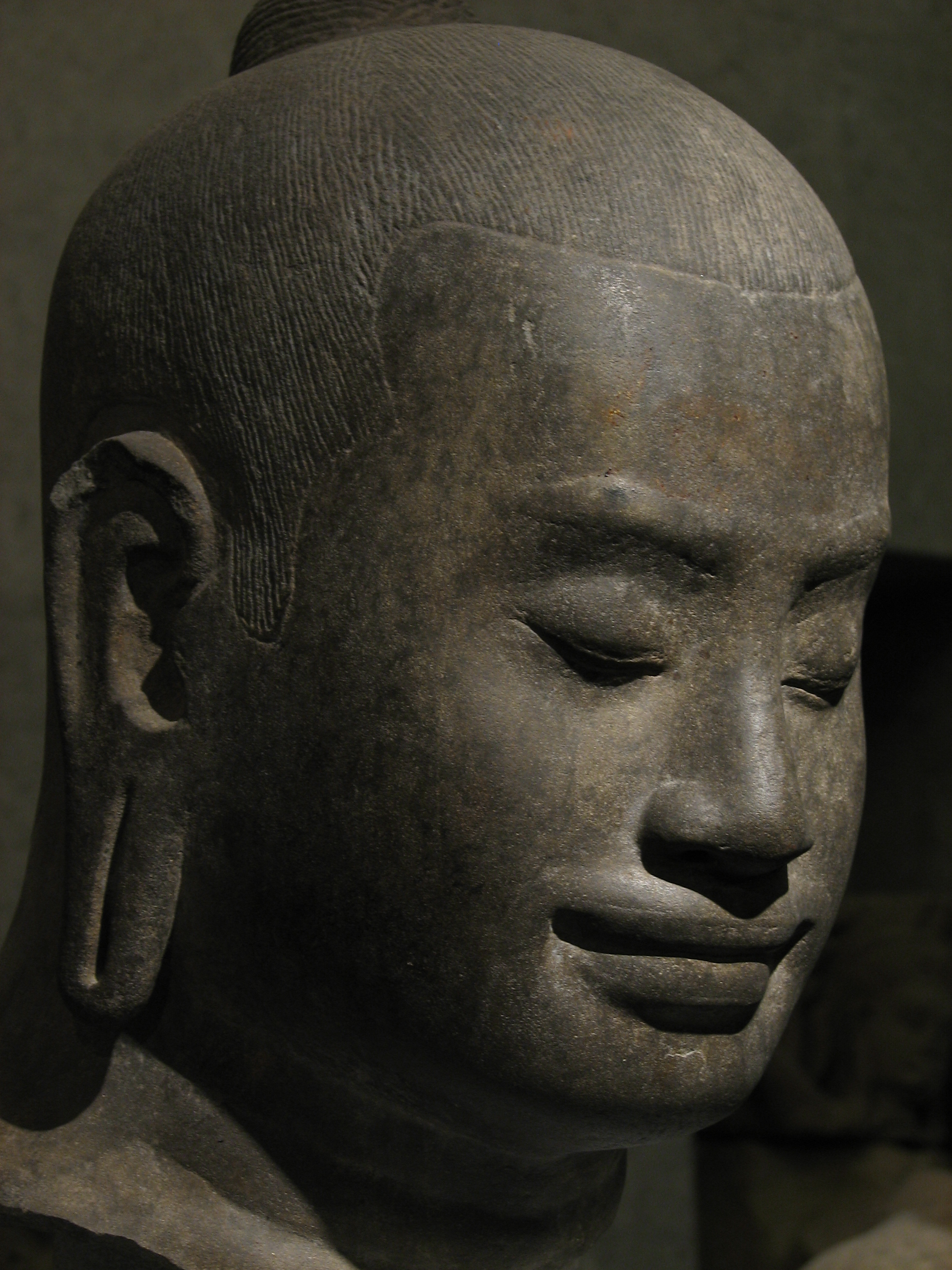
Suposat cap de Jayavarman VII
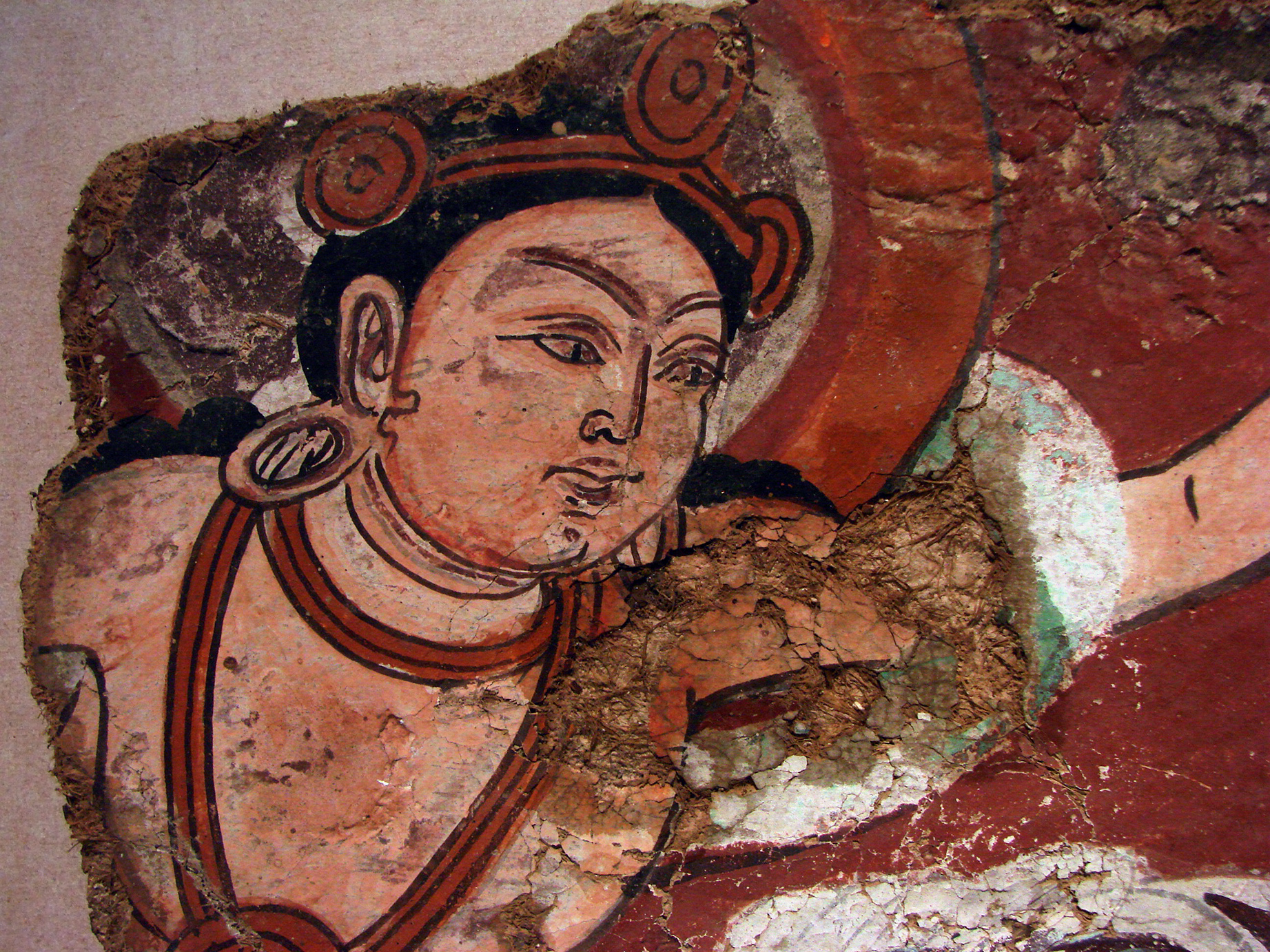
Buddha provinent de Kucha
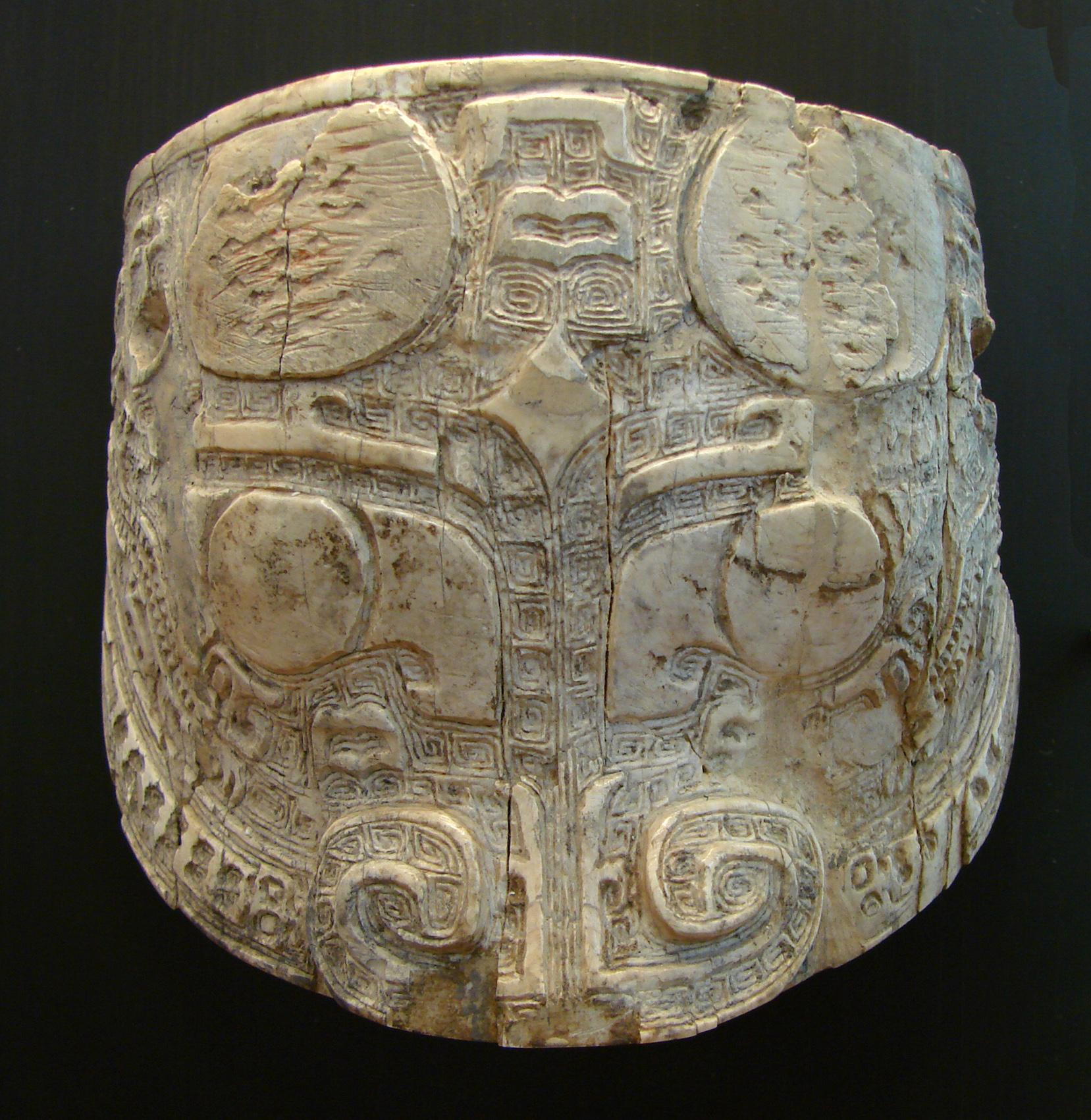
Màscara
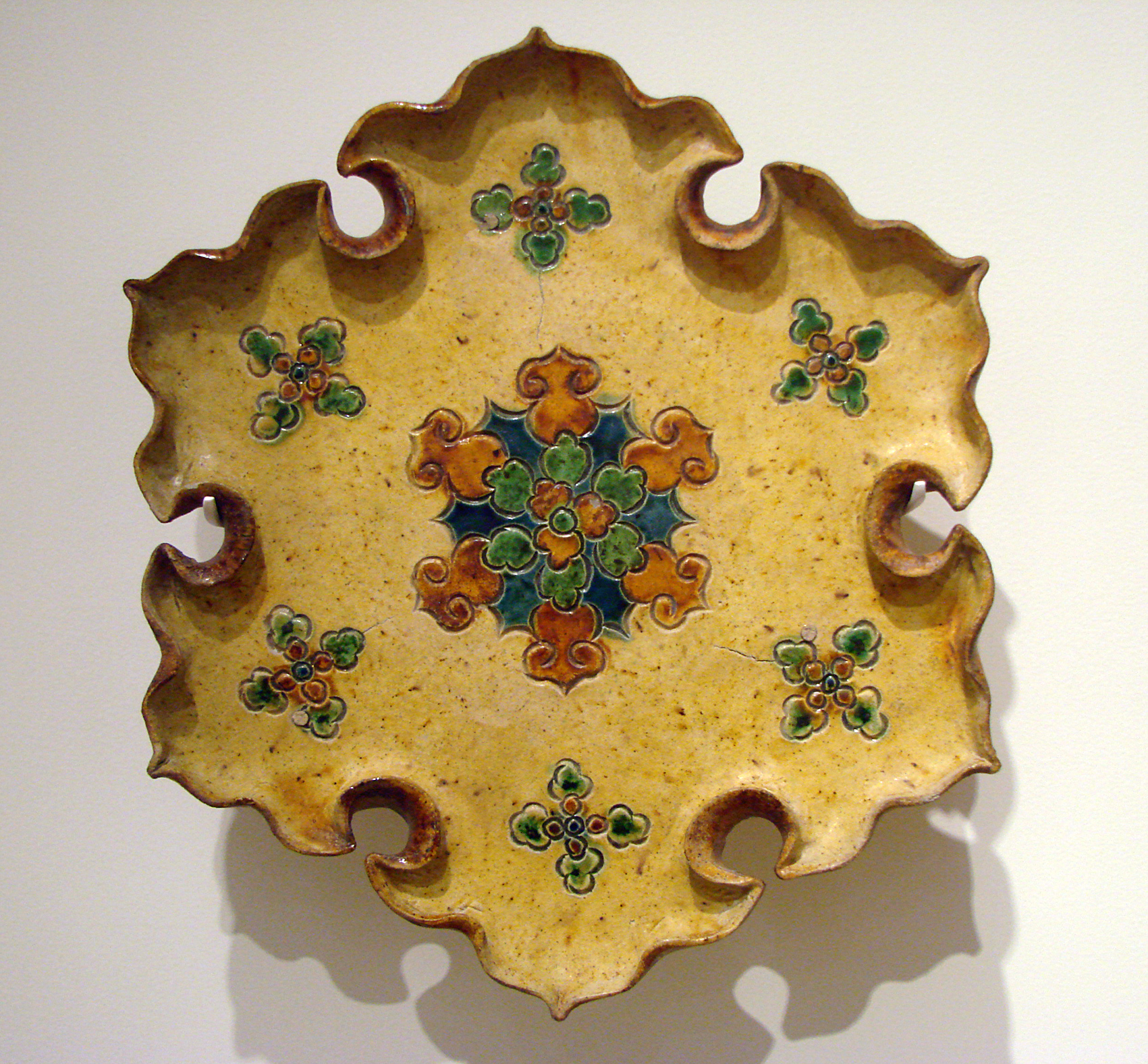
Plat de la dinastia Tang
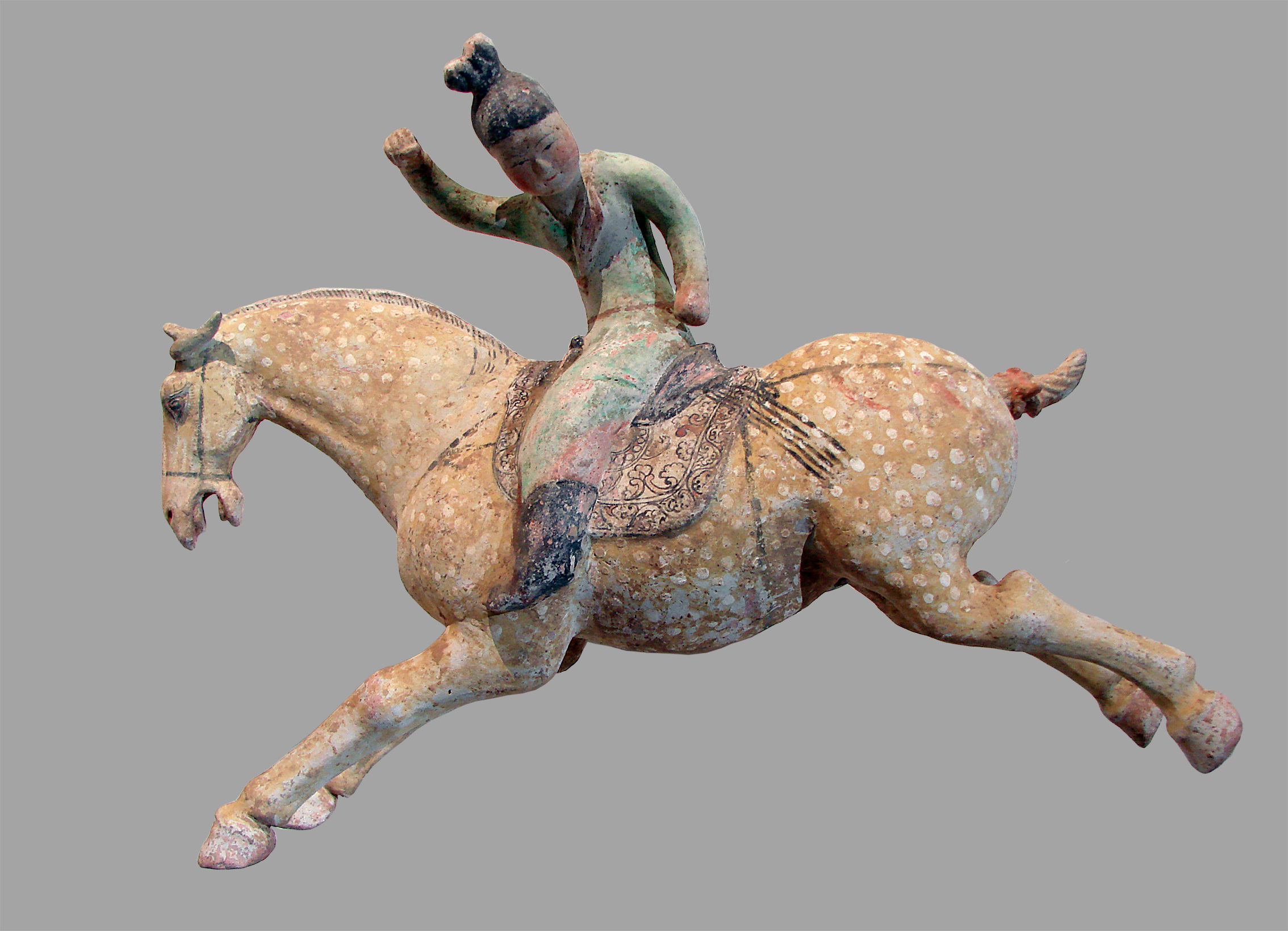
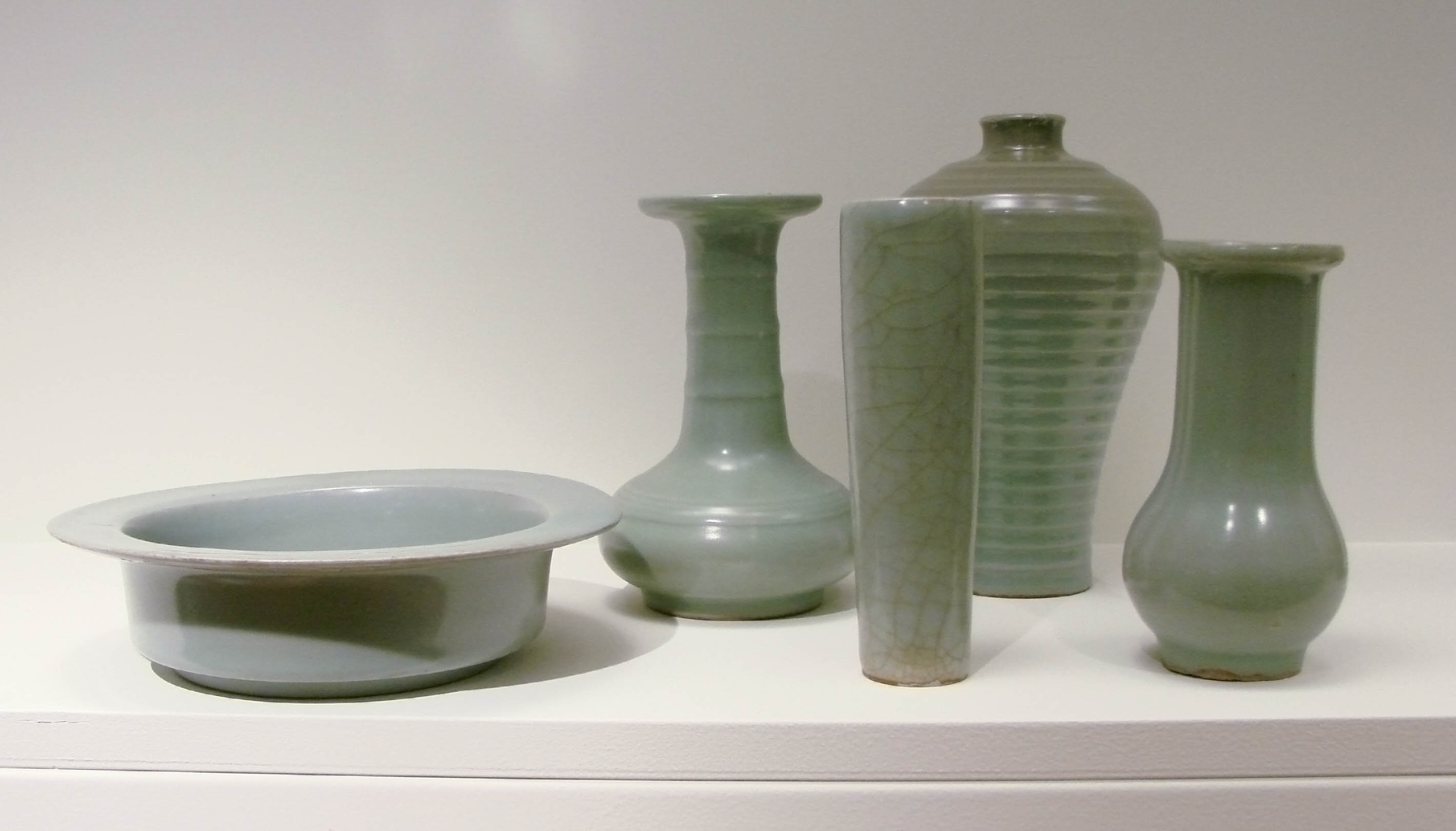
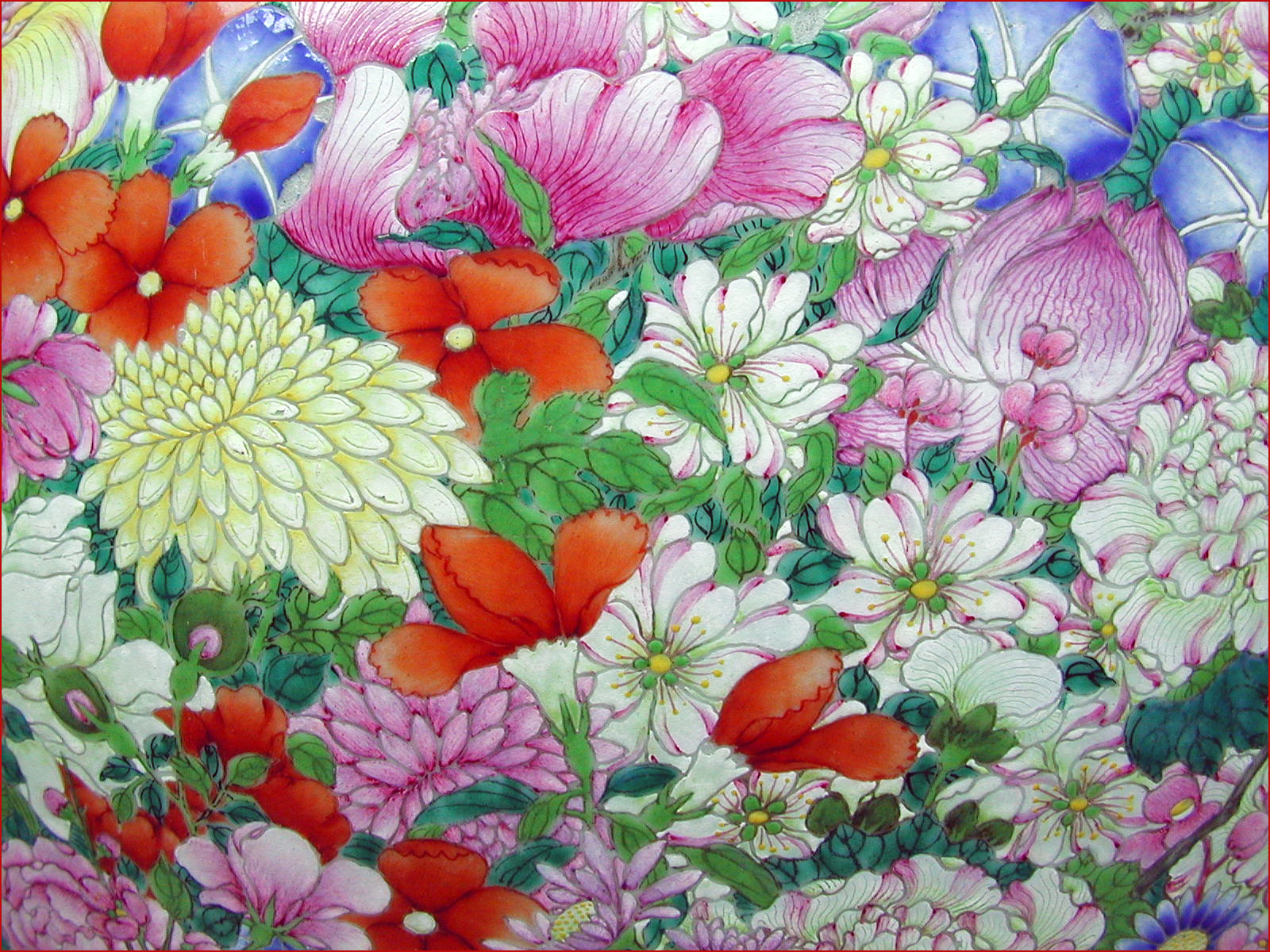
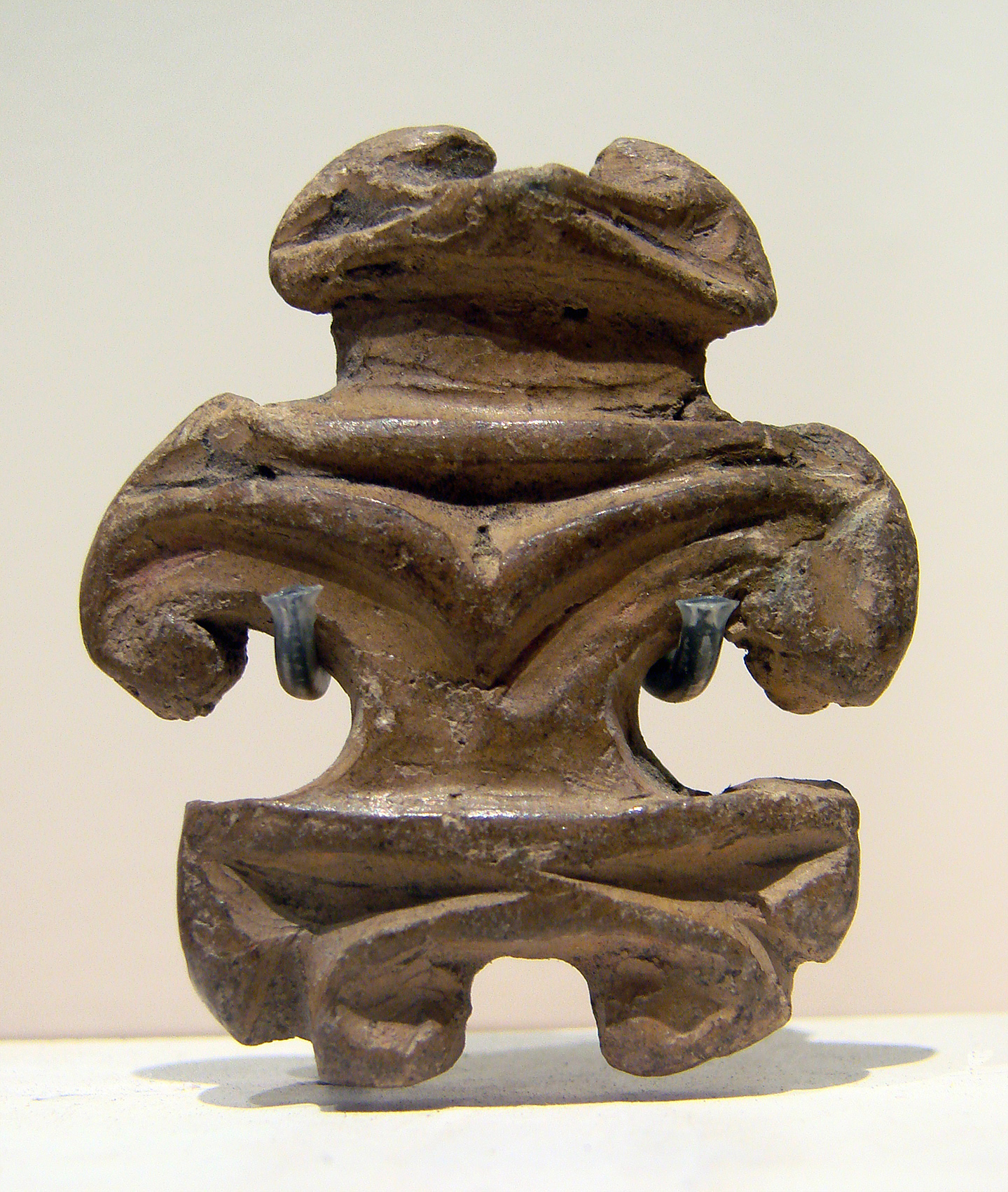
Figura Dogū
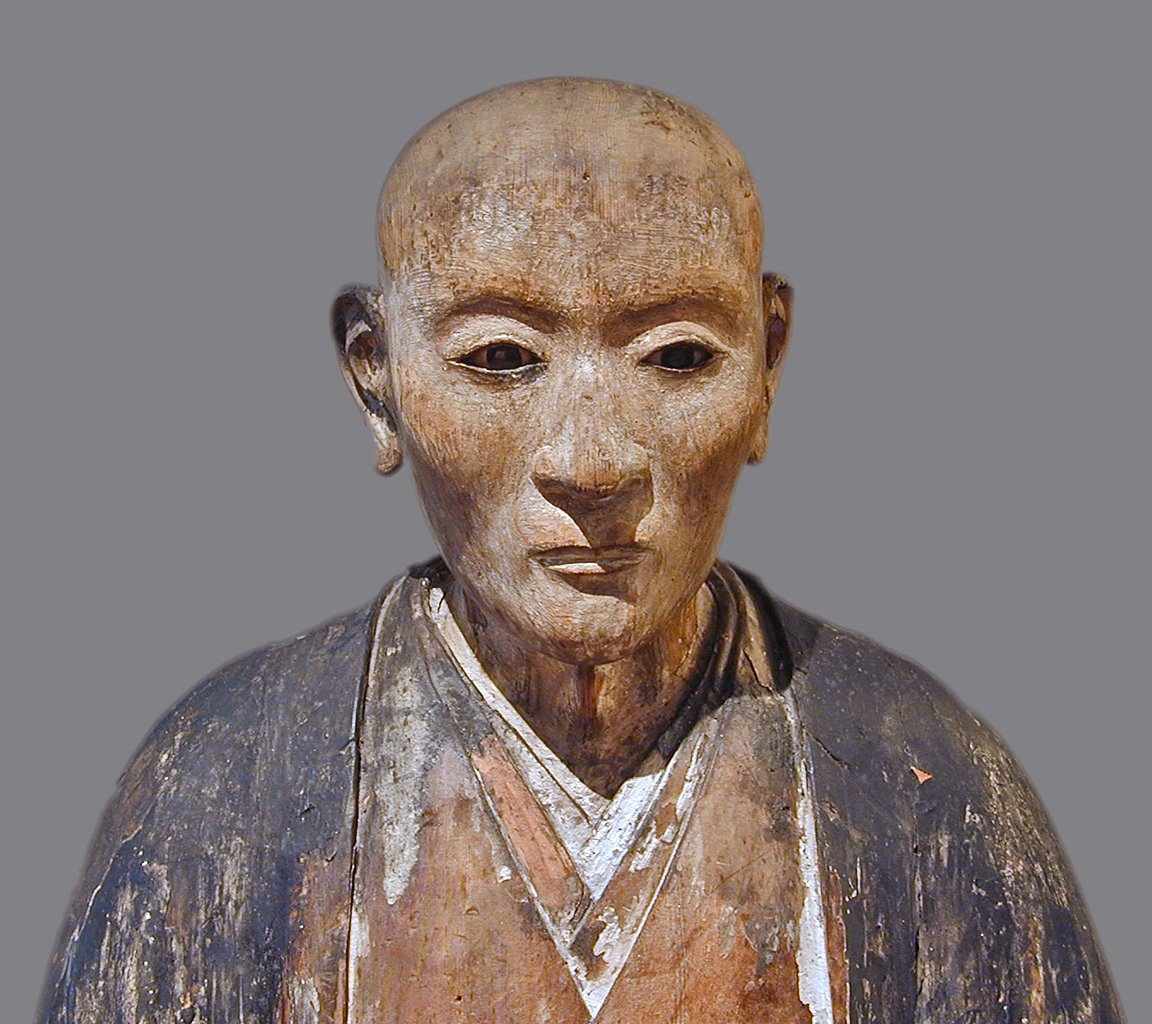
Retrat
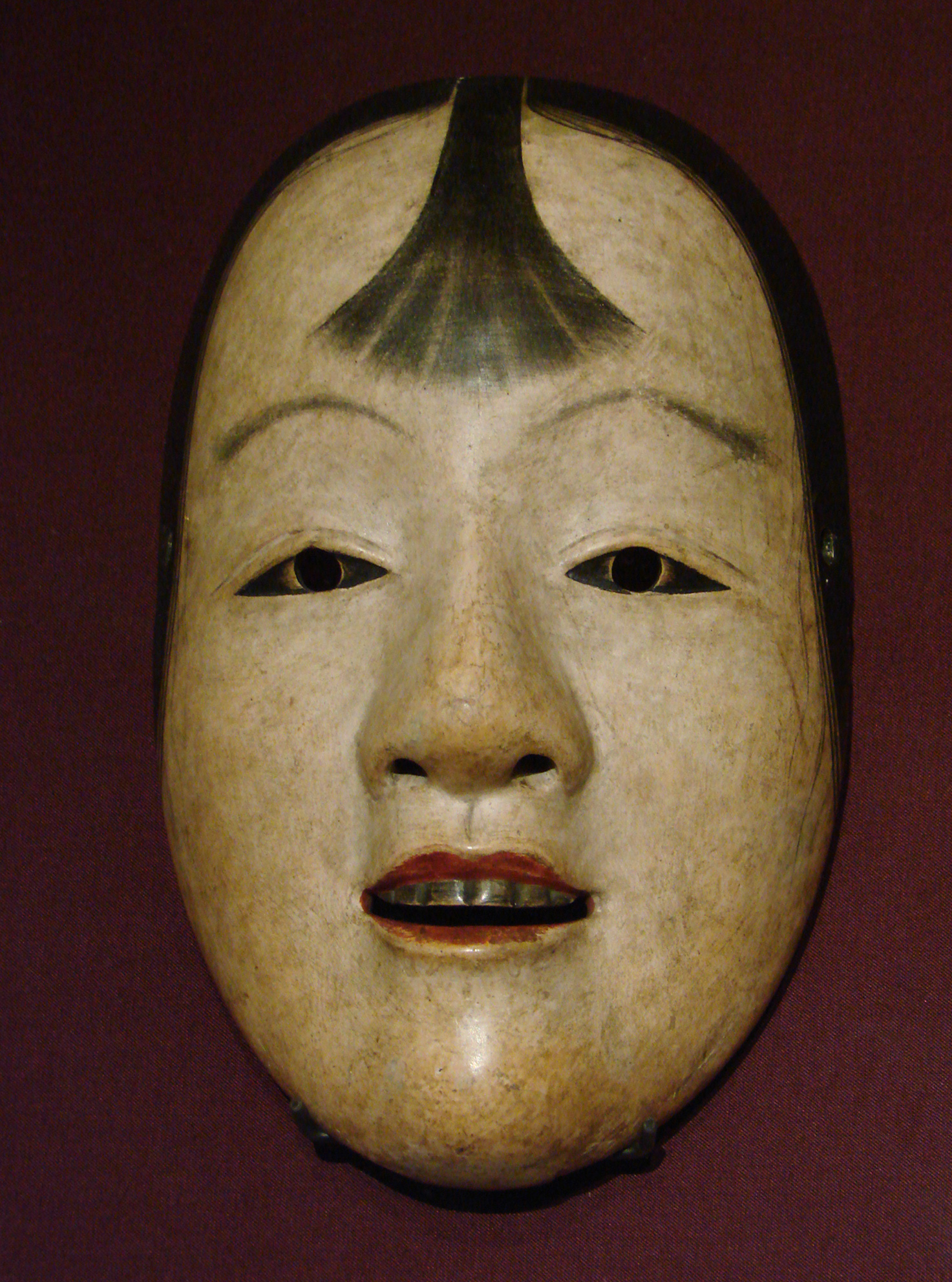
Màscara de teatre Nô